# Achados e Perdidos
Achados e Perdidos é um filme de drama policial brasileiro de 2006 dirigido por José Joffily a partir de um roteiro Paulo Halm e Jorge Durán. O roteiro do filme é baseado no livro homônimo escrito por Luiz Alfredo Garcia-Roza. O filme é protagonizado por Antônio Fagundes, Zezé Polessa e Juliana Knust e conta a história de um delegado que se torna o principal suspeito do assassinato de sua namorada, que é encontrada morta em seu apartamento.
Achados e Perdidos teve estreia no Festival do Rio de 2005, sendo exibido na mostra Première Brasil, e foi lançado no Brasil em 28 de abril de 2006. O filme foi recebido com críticas mornas, que apontaram o desenvolvimento do roteiro como confuso e equivocado, entretanto elogiaram a produção e o elenco. As performance de Antônio Fagundes e Zezé Polessa foram bastante prestigiadas, porém Juliana Knust, em sua estreia no cinema, sofreu algumas críticas negativas. Em sua exibição no cinema, o filme gerou uma receita de R$ 109.076,00.
Por seu desempenho no filme, Zezé Polessa foi bastante elogiada pela crítica e público. Ela foi indicada pela Academia Brasileira de Cinema ao Grande Otelo de Melhor Atriz e venceu os prêmios de melhor atriz no Miami Brazilian Film Festival e de melhor atriz coadjuvante no Prêmio Contigo! de Cinema Nacional, onde Antônio Fagundes também foi indicado como melhor ator. Já Juliana Knust foi indicada ao Prêmio ACIE de Cinema na categoria de melhor atriz por sua atuação no filme.

## Sinopse
Vieira (Antônio Fagundes) é um delegado aposentado que vive um caso com Magali (Zezé Polessa), uma prostituta. Quando Magali é encontrada morta em sua casa, amarrada nua à cama e com um saco de plástico na cabeça, Vieira logo é considerado pela polícia como o principal suspeito do crime. O próprio Vieira não sabe se cometeu o assassinato, pois no dia anterior estava embriagado e, com isso, não se lembra do que aconteceu. Em meio às suspeitas, Vieira se envolve com Flor (Juliana Knust), uma jovem prostituta que era também muito amiga de Magali, e passa a ser chantageado por um velho companheiro da polícia, que agora é político.

## Elenco
- Antônio Fagundes como Vieira
- Zezé Polessa como Magali
- Juliana Knust como Flor
- Genézio de Barros como Monteiro
- Malu Galli como Vanessa
- Isaac Bernat como Marques
- Babu Santana como Leão
- Hugo Carvana como Juiz
- Roberto Bomtempo como Souza
- Ricardo Blat como Nicanor
- Flávio Bauraqui como Promotor Antunes
- Paulo Ascenção como Cliente da Boate

## Produção
Dirigido por José Joffily e escrito por Paulo Halm e Jorge Durán, o filme tem como base o livro Achados e Perdidos, de Luiz Alfredo Garcia-Roza e publicado em 1998. Entretanto, o filme não seguiu fielmente a história do romance. O filme foca no personagem Vieira, deixando o protagonista do livro, o detetive Espinosa, de lado.
As gravações do filme ocorrram no Rio de Janeiro e a direção de arte cuidou de trazer um ambiente diferente da cidade, onde nos é apresentado um Rio escuro e abafado, onde as ruas são sujas, fétidas e violentas. A música-tema "Hotel Fraternité" é de Arnaldo Antunes com trilha sonora de André Abujamra.

## Lançamento
O filme teve sua première no Festival do Rio em 2005. Mais tarde, em 28 de abril de 2006, foi lançado comercialmente no Brasil com distribuição d a Imagem Filmes e da Riofilme. Em 19 de abril de 2007, estreou no Estados Unidos sob o título de Lost and Found, ao ser exibido no Newport Beach International Film Festival.

## Recepção

### Resposta da crítica
A trama teve uma boa aceitação entre o público e a crítica, apesar do desenvolvimento do roteiro e o andamento das cenas terem dividido opiniões nas resenhas críticas. Os atores Antônio Fagundes e Zezé Polessa foram elogiados pela crítica. O desempenho de alguns coadjuvantes também foram prestigiados, como os atores Hugo Carvana, Roberto Bomtempo e Flávio Bauraqui. No site agregador de resenhas e notas AdoroCinema, o filme possui  uma média de 3,1 de 5 estrelas com base em 23 notas e 5 críticas.
Sérgio Rizzo, crítico da Folha de S.Paulo, classificou o filme com 2 estrelas e escreveu: "Há um pouco de crônica social nessa tradução do Rio de Janeiro para além do cartão-postal, mas não é o que prevalece. Mantém-se o tempo todo o foco na intriga policial, em exercício de gênero que busca também na sensualidade - Juliana Knust responde quase sozinha, e bem, por esse aspecto - e no fardo da memória elementos adicionais para seduzir o espectador."
Robledo Milani, em sua crítica ao site Papo de Cinema, disse: "Iniciativa interessante dentro do cinema nacional, Achados e Perdidos é um longa universal, que apesar do visual carioca poderia muito bem se passar em qualquer lugar do mundo. Apesar das deficiências de Knust, que estréia aqui no cinema, Fagundes e Polessa seguram bem o interesse, assim como coadjuvantes como Hugo Carvana, Flávio Bauraqui e Genézio de Barros. É um filme que cansa, principalmente na metade final, mas que possui atrativos suficientes para se justificar. Um trabalho que poderia ser muito mais, mas que ainda assim tem possibilidades para encontrar seu lugar."

### Prêmios e indicações
No Grande Prêmio do Cinema Brasileiro de 2007, o filme recebeu quatro indicações, incluindo as categorias de melhor atriz para Zezé Polessa, melhor roteiro adaptado, melhor maquiagem e melhor trilha sonora, não se saindo vencedor em nenhuma delas. Ganhou 2 Lentes de Cristal no Festival de Cinema Brasileiro de Miami, nas categorias de melhor filme e melhor atriz para Zezé Polessa. Recebeu uma indicação ao Prêmio ACIE de Cinema de Melhor Atriz para Juliana Knust.
| Ano  | Associações                         | Categoria                | Recipiente(s)            | Resultado |
| ---- | ----------------------------------- | ------------------------ | ------------------------ | --------- |
| 2006 | Miami Brazilian Film Festival       | Melhor Filme             | Achados e Perdidos       | Venceu    |
| 2006 | Miami Brazilian Film Festival       | Melhor Atriz             | Zezé Polessa             | Venceu    |
| 2007 | Grande Prêmio do Cinema Brasileiro  | Melhor Atriz             | Zezé Polessa             | Indicado  |
| 2007 | Grande Prêmio do Cinema Brasileiro  | Melhor Roteiro Adaptado  | Paulo Halm e Jorge Durán | Indicado  |
| 2007 | Grande Prêmio do Cinema Brasileiro  | Melhor Maquiagem         | Fernando Torquato        | Indicado  |
| 2007 | Grande Prêmio do Cinema Brasileiro  | Melhor Trilha Sonora     | André Abujamra           | Indicado  |
| 2007 | Prêmio ACIE de Cinema               | Melhor Atriz             | Juliana Knust            | Indicado  |
| 2007 | Prêmio Contigo! de Cinema Nacional  | Melhor Filme             | Achados e Perdidos       | Indicado  |
| 2007 | Prêmio Contigo! de Cinema Nacional  | Melhor Ator              | Antônio Fagundes         | Indicado  |
| 2007 | Prêmio Contigo! de Cinema Nacional  | Melhor Atriz Coadjuvante | Zezé Polessa             | Venceu    |
| 2007 | Prêmio Contigo! de Cinema Nacional  | Melhor Roteiro           | Paulo Halm e Jorge Durán | Indicado  |
| 2007 | Prêmio Guarani de Cinema Brasileiro | Melhor Roteiro Adaptado  | Paulo Halm e Jorge Durán | Indicado  |